# A kereszténység és a hinduizmus
Ez a cikk a kereszténység és a hinduizmus összehasonlításával foglalkozik.

## A hinduizmus
India autentikus ősi vallását hinduizmusnak (vagy másképp brahmanizmusnak) nevezzük. A hinduizmus nehezen definiálható, a történelem során dinamikusan fejlődő vallási rendszer, amely napjainkban is alakul, formálódik. A kereszténység és az iszlám után a harmadik legnépesebb vallási formáció, a világon kb. 1 milliárd ember világnézetét képezi.
A hinduizmus - híveinek véleménye szerint - az emberek örök, időtlen ősvallása, de nem nevezik vallásnak azt. A hinduizmusban különböző vallásos hitek, az imádat, a szertartások és hagyományok különböző fajtái foglalnak helyet egymás mellett. Különféle vallások laza szövetsége ez, ahol fenséges és visszataszító, primitív és kifinomult közvetlenül egymás mellett megtalálható. 
A hívei alapján a hinduizmusnak nincs alapítója, hanem öröktől fogva, a világ kezdete óta létezik. A hinduizmus a szent iratukon, a Védákon alapszik, amely az univerzum ezoterikus bölcsessége és ember feletti eredetűek.
A hinduizmus – a Brahman- és Ísvara-tannal – földünk legrégebbi, ismert monoteista vallása. A Brahman minden létező ősoka, transzcendens létező. Tér és idő fölé emelkedett, kezdet és vég nélküli, felfoghatatlan, megismerhetetlen, semmiféle tulajdonsággal nem jellemezhető. A Rigvéda X. 121-es himnuszának címe: Az ismeretlen Isten. Gyakran világléleknek nevezik. Nem azonos a világtörvénnyel (dharma), hanem a dharma székhelyének és alkotójának nevezik. A hinduizmus azt tanítja, hogy minden ember dharmája, cselekvési szabálya különböző, és egyénileg kell felfedezni, nincs mindenkire érvényes erkölcsi rend.
- lásd még: Hindu panteon (Isten és istenségek a hinduizmusban)

A hinduizmus nem alakított ki olyan dogmatikai rendszert, amelyet a többi világvallással párhuzamba lehetne állítani. 
Ez a vallás valamennyi közül a legegyetemesebb, amely más világvallások értékeit is megbecsüli és mindazt, amit a többiben igaznak lát, bekebelezi. Nézetük alapján az összes vallás - ellentmondó tanításai ellenére - ugyanahhoz az igazsághoz vezet. A többi vallás szent embereit a saját szentjeivel egyforma módon nagyra értékeli és isteni megtestesülésekként (inkarnácókként) tiszteli azokat. 
Nézetük alapján ilyen inkarnációként (avatára) lépett fel a világban Ráma, Krisna, Buddha vagy Jézus, vagy jelent meg Mohamed, mint próféta, hogy az isteni törvényt helyreállítsa a földön.
Indiában gyakran találni gyakorlati példát arra, hogy egy hindu keresztény vagy esetleg muszlim szenteket tisztel, anélkül, hogy a kereszténységre vagy az iszlámra való áttérésre gondolna.
A hinduizmusban mindenki megtalálja a neki valót: a spirituálisan fejlettek a misztikus Védántában, a gyakorlatiasabb beállítottságúak a személyes Isten iránti szeretetteljes odaadás (bhakti) vallásának valamelyik irányzatában, az egyszerű emberek pedig a mitológia és az azzal kapcsolatos népszerű szertartások színes világának szintjén.
A hinduizmus ágainak központi tantételei a karma, a dharma és a lélekvándorlás (szanszára). Ezen alaptételeket illetően a hinduizmus szigorú és hajthatatlan.
A hinduizmus hitében (a többi keleti valláshoz hasonlóan) a világban egy olyan természeti és erkölcsi világtörvény van (dharma), amely a kezdet és a vég nélküli kozmikus folyamatot irányítja, és az élőlények a szanszára kereke - a születés és a halál - örök körforgásában vannak.

## Istenkép
Kereszténység
A keresztény hit középpontjában a személyes Isten áll, aki a világot a semmiből teremtette, és a Bibliában a Föld teremtése és vége közötti idő foglalja magában az emberi történelmet.
A kereszténység fő áramlata ezen túl a Szentháromság tanát vallja: Isten lényén belül három személy különíthető el; az Atya, a világ teremtője, a Fiú, Jézus Krisztus, és a Szentlélek, ami a világ végéig a hívőkkel van, tanítja, formálja és vezeti őket.
Hinduizmus
A hinduizmus az egyénre bízza, hogy istenhívőnek, panenteistának vagy ateistának tekinti-e magát, hogy Visnut vagy Sivát ismeri-e el a világ legfőbb személyes irányítójának, vagy inkább egy személytelen elv híve.
A hinduizmusban számtalan istenség van. A legtöbb modern hindu teológus visnuitának vagy sivaitának vallja magát, az alapján, hogy kit tekint a legfőbb istennek, illetve akinek a többi istenség alattvalóként vagy megjelenési formaként  (inkarnáció) alá van rendelve.
A különböző hindu vallásfilozófiai rendszereknek eltérő istenképük van: 
- A karma-mímánsza és a klasszikus szánkhja tagadja egy öröklétű világirányító isten létezését, szerintük a kozmoszt egy természeti és erkölcsi világtörvény (dharma) uralja.[3]
- A jóga filozófiája elismeri egy örök Isten létezését, aki azonban nincs hatással a világ folyására [3] (ezt Nyugaton deizmusnak nevezik).
- A vaisésika és a njája hisz a személyes és irányító Istenben, aki azonban azonos eredetű az örök lélekkel és az örök anyaggal.[3]
- A régebbi védánta panteizmust tanít, amely szerint isten a világ ős-szubsztanciája.[3]

## Az ember
Éles ellentét van a hinduizmus szerinti létforgatag és a kereszténység szerinti egyetlen élet súlyának.
A kereszténység alapján az ember sorsát egyetlen földi léte során a Jézus váltsághalálában felkínált isteni kegyelem elfogadása vagy elutasítása határozza meg, amely a testi halála, illetve a végítélet után a következő egész örökkévalóságban válik véglegessé.
A hinduizmus alapján az ember számtalanszor újraszületik. A lélekvándorlás tana minden hinduista rendszerben központi szerepet játszik. Minden emberi élet célja a jó újraszületés a megfelelő, jó tettek révén (→ karma).

## Megváltás
Kereszténység
A kereszténység az abszolút vallás igényével lép fel.
Abszolút voltát elsősorban azzal indokolja, hogy Krisztusban Isten lett emberré, és az isteni kegyelemnek ez az egyszeri történelmi eseménye az emberiség fejlődésének nem csupán egyik állomása, hanem fordulópontja.
Krisztusban az Isten lelke oly tökéletesen jelent meg, ahogyan a földön térben és időben egyáltalán megjelenhetett.
A kereszténység alapján Isten parancsolatai iránti engedelmessége és helyettes áldozata által Krisztus megváltást hozott az egész emberiségnek. Jézus a kereszthalálával, amelyben elszenvedte az ősbűn miatt az emberekre váró isteni ítéletet, megváltotta az Isten ellen fellázadt embereket az isteni közösségből kitaszított állapotából, és ezáltal Isten minden embert a magával való kapcsolatra és üdvösségre hív.
A kereszténység alapján csak Jézus Krisztuson át lehet üdvözülni. A fő lépések a hit, a megtérés és a keresztség.
Hinduizmus
A hinduizmus szerint sok út vezet az üdvösséghez. A megváltásról, azaz hogy mik az újraszületések körfolyamatából (szanszára) való kiszabadulás (móksa) útjai, különböző felfogások uralkodnak. Az üdvhöz vivő utak, amelyeket jógának vagy márgának (=út) hívnak, nem zárják ki egymást, hanem éppen hogy kombinálhatók.
A három fő út (trimárga) :
- karma-márga - a cselekedet útja
- dzsnyána-márga = a felismerés és belátás útja
- bhakti-márga = az istenszeretet útja

A visnuita és sivaita irányzatok többsége úgy képzeli el a megváltást, hogy az megdicsőült egyéni továbbélés a földöntúli, mennyei világban. Ők azt tanítják hogy saját erejéből az ember nem érheti el a megváltást vagy megszabadulást a világból, hanem ehhez az istenség kegyelmére van szükség, amit hívő és szeretetteli hódolattal (bhakti) és bizalomteli önátadással (prapatti) érhet el.
Más hindu iskolák (a buddhizmushoz hasonlóan) azt vallják, hogy az ember képes megváltani önmagát.
Egyes hindu panenteisták a megváltást az Istenbe való bejutásként határozzák meg. A teopantisták szerint a megváltás az abszolúttal alkotott egység helyreállítása, amely egység valójában kezdettől fogva létezett.

## Etika
A hinduizmus minden különbözősége ellenére is sok hasonlóságot mutat a kereszténységgel. 
A felebaráti szeretet, az erőszakmentesség, az igazmondás, a megbocsátás, a mások iránti szánalom, együttérzés és segítség, az anyagiakról való lemondás, az egyszerű, szerény élet, az önmegtagadás és az Isten (Ísvara) iránti teljes odaadás tanítása mindkét vallásban megtalálható.
```
"
Megbocsátás, igazmondás, az érzékek szabályozása, az elme szabályozása, erőszakmentesség, kiegyensúlyozottság, elégedettség, vezeklés, adományozás – Tőlem származnak. 
" 
[
8
]
 
"Egyszerűség, önfegyelmezés, mentesség a haragtól, (a világról) lemondás, békesség, idegenkedés (a másokban való) hibakereséstől, könyörületesség minden élőlény iránt, mentesség a mohóságtól, kedvesség, szerénység, elszántság, kitartás, megbocsátás, tisztaság, mentesség az irigységtől és a becsvágytól – az isteni természettel megáldott ember jellemzői. 
 (
Bhagavad Gítá
)
[
9
]
```

A két vallás etikai alapjainak összehasonlítása a szent irataik alapján:
| Hinduizmus | Kereszténység |
| --- | --- |
| szatja = igazmondás, igazság, igazságosság | A hazug beszédtől távol tartsd magad Minden igazságtalanság bűn |
| kszamá = megbocsátás | Mert ha az embereknek megbocsátjátok vétkeiket, nektek is megbocsát mennyei Atyátok. Ha pedig nem bocsátotok meg az embereknek, Atyátok sem bocsátja meg a ti vétkeiteket. |
| dána = adakozás, nagylelkűség | Adjatok és nektek is adatik Aki bőven vet, bőven is arat. Mindenki úgy adjon, ne kelletlenül vagy kényszerűségből, mert Isten a jókedvű adakozót szereti |
| bhakti = az Úr iránti odaadás, feltétlen szeretet | Szeressed azért az Urat, a te Istenedet teljes szívedből, teljes lelkedből, és teljes elmédből és teljes erődből. Ez az első parancsolat |
| tapasz = önfegyelem, önmegtagadás | Aki nem veszi fel a keresztjét, és nem követ engem, nem méltó hozzám |
| ahimszá = erőszakmentesség minden élővel szemben | Ne fizessetek a gonoszért gonosszal, vagy a gyalázkodásért gyalázkodással, hanem ellenkezőleg: mondjatok áldást, hiszen arra hívattatok el, hogy áldást örököljetek. |
| dajá = könyörületesség, irgalmasság | Boldogok az irgalmasok: mert ők irgalmasságot nyernek. Irgalom nélkül sújtja a végítélet azt, aki nem gyakorolt irgalmasságot |
| asztéja = a tulajdon tisztelete, "nem-lopni" | Ne lopj! Sem tolvajok, sem kapzsik.. nem részesülnek Isten országában |
| aparigraha = birtoklásmentesség, nincstelenség szannjásza = a "világról" való lemondás | Add el mindenedet, amid van, és oszd el a szegényeknek, és kincsed lesz mennyországban; és gyere és kövess engem! Ha ennivalónk és ruhánk van, elégedjünk meg vele! |
| mentesség a haragtól | A nap le ne menjen a ti haragotokon! |
| tartózkodás a másikban való hibakereséstől | Hogyan mondhatod felebarátodnak: testvér, hadd vegyem ki szemedből a szálkát! – holott tulajdon szemedben nem látod meg a gerendát. Képmutató! Vesd ki előbb a magad szeméből a gerendát és csak aztán törődjél azzal, hogy kivedd a szálkát felebarátod szeméből. |
| másokkal, minden élővel szembeni szembeni barátság, barátságosság (maitrah), kedvesség (karunah) | A (Szent) lélek gyümölcsei: öröm, békesség, türelem, kedvesség |
| mitáhára = mértékletesség a táplálkozásban juktáhára = a táplálkozás szabályozása saucsa = tisztaság (külső/belső) | A testnek kívánságát véghez ne vigyétek! A múltban a pogányok szokása szerint kicsapongásokban, kívánságokban, részegeskedésekben, dorbézolásokban, tivornyázásokban éltetek Megsanyargatom és szolgává teszem a testemet, hogy amíg másoknak prédikálok, magam ne legyek alkalmatlanná a küzdelemre |
| Alázatosság, büszkeségnélküliség, erőszaknélküliség, béketűrés, egyszerűség, egy hiteles lelki tanítómester elfogadása, tisztaság, kitartás, önfegyelem, az érzékkielégítés tárgyairól való lemondás, mentesség a hamis egotól .. nem kötődés a gyermekekhez, feleséghez, otthonhoz és a többi dologhoz.. az Irántam érzett állandó és tiszta odaadás .. elkülönülés az emberek általános tömegétől, az önmegvalósítás fontosságának felismerése és az Abszolút Igazság utáni filozófiai kutatás - ezt mind tudásnak nyilvánítom, az ezzel ellenkezőt pedig tudatlanságnak. | Legyetek mindnyájan egyetértők, együtt-érzők, testvériesek, legyetek irgalmasok, alázatosak! Aki utánam akar jönni, tagadja meg önmagát, vegye föl keresztjét és kövessen engem! Mindenki, aki elhagyta házát, fivéreit vagy nővéreit, apját vagy anyját, gyermekeit vagy földjét énérettem, százannyit kap majd és örök életet fog örökölni. Menjetek be a szoros kapun, mert széles a kapu és tágas az út, amely a pusztulásba vezet, és sokan vannak, akik arra járnak. De milyen szűk a kapu és szoros az út, amely az életre visz, és milyen kevesen vannak, akik megtalálják azt! |

A hinduk hisznek abban, hogy egy magas szellemi tudású, önmagára ébredt mester (guru, szatguru) segítsége is szükséges lehet az örök lényeg (üdvözülés) megismeréséhez és abban, hogy ezen az úton szükségünk van önfegyelemre, helyes cselekedetekre, megtisztulásra, áldozatokra, szerénységre és elmélyülésre.
A jóga nem csupán torna és légzőgyakorlatok összessége - mint ahogy nyugaton elterjedt. Az igazi jóga egy fegyelmezett élet- és gondolkodásmód, a belső spirituális élet nyelve. A valódi jóga Istennel való közvetlen, meghitt "beszélgetés", mely úton az első két lépés az erkölcsi tisztaság és a spirituális törekvés.
Aki azért e világ barátja akar lenni, az Isten ellenségévé lesz - írja Jakab apostol a levelében. A hinduizmusban úgy lehetünk Isten barátai, ha legyőzzük karmánk bűneit és ördögeit, melyek mindegyre e világ májá káprázatának elfogadására késztetnek. A karma vastörvényének ismerete arra serkenti a buzgó keresőt, hogy kivívja a végső szabadulást kötelékeiből. Mivel karmikus rabságunk a májától elhomályosított elménk vágyaiban gyökerezik, a jógi dolga mindenekelőtt elméje megzabolázása. A jóga gyakorlása sorra vetteti le velünk a karmikus tudatlanság palástjait, s végül csak a velünk született lényeget látjuk.
A hindu iratok alapján, ahhoz hogy valaki eggyé váljon az Istenivel, szakítania kell az anyagias világgal, és az Úrhoz kell kötődnie. Pál apostol ezt úgy fogalmazta meg, hogy: élek pedig többé nem én, hanem él bennem a Krisztus.
A Bhagavad-gíta tanítása alapján, ha valaki feladja minden e világhoz kötő vágyát és teljes menedéket keres a Legfelsőbb Úrnál, számára nincs veszteség vagy elbukás semmilyen értelemben. Hasonló gondolatot tanított Jézus is: Keressétek először Isten országát, s annak igazságát, és a többi dolgot is mind megkapjátok.
- "Akik odaadó szeretettel imádnak engem, azok bennem élnek és én őbennük." [45]

Ez a "Legfelsőbb Lény"re vonatkozó idézet a Bibliából, János evangéliumából is lehetne, de itt a Bhagavad-gítából van kiemelve.

## Összehasonlítás
Hasonlóság van a Gangesz "szent" vizében történő, bűnöktől megtisztuló rituális fürdés és a keresztény keresztség újjászületést szimbolizáló fürdője között is. A különbség, hogy a keresztség egyszeri alkalom, a hinduk gyakorlata egy mindhalálig tartó, ismétlődő feladat.
Kapcsolatba szokták hozni a hinduk isteni hármasságát (Trimúrti) a keresztény Szentháromsággal is. Ez lényegében véve jogosult is, de csak ha a Szentháromság értelmezésének arra a változatára gondolunk, amelyet modalizmusnak neveznek, s amely szerint az Atya, a Fiú és a Szentlélek csak megnyilvánulási módjai az egyetlen Istennek. Ezt a felfogást azonban, mint eretnekséget már az ókori egyház elvetette.
Hasonlóság van a két vallás üdvözülést hirdető tanítása között is. A hinduizmusban a születés és a halál örök körforgásából (reinkarnáció), a földi szenvedésekből csak az önmegvalósításon (móksa) át juthat az ember a lelki gyönyörű világba, vagyis ha lemond az anyagi és érzéki önző vágyairól. A Biblia szerint csak úgy üdvözülhetünk, ha jellemben hasonlóvá válunk Jézushoz, azaz szent életűvé már e földön.
A lélek nyugalmának megvalósulását és a legmagasabb rendű ismeretek megszerzését az indiaiaknál a meditáció szolgálja. 
A transzcendens világ-felettiben való elmerülés gyakran azt a helyet foglalja el náluk, amit a kereszténységben az imádkozás.
A hindu szent iratok (sruti) ellentétben a Bibliával nagymértékben filozofikus jellegűek.
| Téma                                 | Hinduizmus                                                                                        | Kereszténység                                                        |
| ------------------------------------ | ------------------------------------------------------------------------------------------------- | -------------------------------------------------------------------- |
| alapító, központi alak               | nincs                                                                                             | Jézus                                                                |
| szent irat                           | Védák, Upanisadok, Puránák, Bhagavad Gítá                                                         | Biblia                                                               |
| istenkép                             | henoteizmus, monoteizmus, politeizmus, panteizmus, panenteizmus, monizmus, ateizmus, animizmus    | egyistenhit, ill. Szentháromság-tan                                  |
| az élet eredete                      | számos nézőpont, védikus kreacionizmus                                                            | Istentől, de különféle nézőpontok, Bibliai teremtéstörténet          |
|                                      | Brahman - maga a lét, mindennek oka és forrása, minden emberben immanensen benne rejlő örök lélek | Isten - minden élőlény csak általa létezik                           |
| isteni megtestesülés                 | sok avatára                                                                                       | Jézus                                                                |
| természetfeletti lények              | dévák, aszurák                                                                                    | angyalok, démonok                                                    |
| az anyagi lét                        | májá (illúzió)                                                                                    | Sátán megtévesztése                                                  |
| a lélek                              | átman, dzsíva, purusa örökkévaló, halhatatlan                                                     | a lélek véges ill. egyes nézetekben halhatatlan                      |
| megváltás, üdvösség                  | sok út vezet az üdvösséghez                                                                       | Jézus az egyedüli út az Atyához és az üdvösséghez                    |
| az ember újramegtestesülése          | szanszára (lélekvándorlás)                                                                        | feltámadás                                                           |
| az emberi élet                       | az ember sokszor megszületik, míg el nem éri a megszabadulást                                     | csak egy élet van, és ez meghatározza az ember további, örök sorsát  |
|                                      | a sok újraszületés miatt még a leggonoszabb embernek is van esélye az üdvösségre                  | ezen az életen túl nincs több esély, és az emberiség zöme elkárhozik |
| a cselekedetek hatása                | karma                                                                                             | végítélet                                                            |
| üdvösség                             | eltérő nézetek, nirvána                                                                           | mennyország, új Föld - 2. teremtés                                   |
| erőszakos térítés volt-e             | nem                                                                                               | igen                                                                 |
| kizárólagos érvényességre való igény | nincs                                                                                             | van                                                                  |

## A hinduizmus kritikája
A hinduizmusnak sok millió istene van, amely megjelenésében lehet férfi, nő, vagy akár állat is. A milliónyi istenség a mitológiák különböző változataiban eltérő, önmaguknak is ellentmondó tulajdonságokkal rendelkeznek, istenek és istennők egyik változatban jóságos és gondoskodó, másikban vérengző és pusztító alakot ölthetnek. A többi vallás szerint ez nem más, mint egy képregényanyaghoz méltó fantázia vagy mitológia. A mítoszok ellentmondásai egyeseket arra indítottak, hogy kétségbe vonják e vallás helyességét. Azt is kritizálják, hogy a hinduk Visnu legmagasabb rendű megtestesüléseként olyan istenséget tisztelnek és imádnak, mint Krisna, aki több mint 16 ezer feleségével  180 ezer fiút nemzett.
E világvallásban megtalálhatók a vallási kultuszok kezdetleges formái, a fétisek, hegyek, folyók, növények, állatok, démonok és szellemek kultusza, helyi hősök, továbbá a szentek és istenek iránti hódolat.
A hinduista rendszer panenteizmusát a keresztény világ Isten lealacsonyításának tekinti, mivel Isten oly magasan áll az általa teremtettvilág felett, hogy az utóbbit nem  szabad az ő szubsztanciája átalakulásának vagy belőle származó emanációnak felfogni.
A hindukat gyakran bálványimádóként emlegetik. Képkultuszuk, rituális gyakorlataik és szokásaik egyaránt idegenek a keresztények számára. 
A vaisnavizmus követőinek hite szerint Isten nem csak inkarnációkban, hanem képmásaikban is megjelenik. A hívők itt az Úr ikon-inkarnációjának tekintik a múrtit (az istenné átlényegült szobrot). Sok keresztény meghökkentőnek és visszataszítónak tekinti a múrti-imádatot.
A keresztény (és muszlim) hívők utálattal fordulnak el a hindu szexuális mítoszoktól és rítusoktól. Ez érthető és egyesesetekben jogos, az absztrakt-átszellemített   tanítások hívői azonban a  maguk szempontjából nézve erkölcstelennek és obszcénnak látnak olyasmit is, ami egy hindu ember számára csupán az isteni erő jelképe, és ami semmiféle obszcén asszociációt nem ébreszt benne. Ugyanakkor a nyugati világban sok félreértés, asszociációs tévedés alakult ki a hindu kultúrát nem vagy csak alig ismerők körében (lásd például a Siva-lingam).
A hinduizmus (és a keleti vallások) a fejlődés olyan fokáig nyúlik vissza, amelyet a kereszténység – ami a hivatalos képviselőket illeti – mint rég túlhaladott „pogányságot” elutasít.

## A kereszténység kritikája
A hinduizmus  elveti a keresztény történelemszemléletet. Hiszen hogyan is lehetne az idő kezdet és vég nélküli folyamatában egy adott momentumot az egész jövőre nézve irányadónak tekinteni. Miért csak a Bibliában sugalmazott szövegek volnának páratlan jelentőségűek az emberiség üdvössége szempontjából, és   miért   kellene   a   többi   nagy vallásos alak megjelenésének és a többi hit szent könyveinek  csak   múló   értéket tulajdonítani? Nézetük alapján bölcsebb azt feltételezni, hogy Isten az összes nagy mesterben, a világ valamennyi részén és minden korban újból és újból megnyilatkozott. A hinduk ezért elismerik Krisztust Isten megtestesülésének (avatára), és a Bibliát a kinyilatkoztatási iratok egyikének; de korlátolt és kicsinyes dolognak tartják viszont a keresztények részéről, hogy azok a bráhmana szenteket és a hindu vallási iratokat nem hajlandók isteni eredetűnek elismerni.
A hinduk elsősorban az evangéliumokat tartják egyenrangúnak saját szent könyveikkel. A Hegyi Beszédről mondta Gandhi:
- „Egészen bizonyos,  hogy nincs semmi különbség  a  Bhagavad-gítában  kifejezésre jutó hinduizmus és Krisztus kinyilatkoztatása között. Mindkét hitvallásnak ugyanabból a forrásból kell származnia.”

Az ördögről szóló sok történet és a hitetlenekre szórt átkozódások sok ázsiai szemében természetesen csorbítják ezt a hatást. Az ortodox hinduk álláspontjáról nézve a keresztény vallás elmarad a sajátjuk mögött, mivel megengedi hívőinek a marhahús evését, részegítő italok ivását és a különböző származású (rangú) személyek közötti házasságkötést.
A hinduk azt is logikátlannak tartják, hogy a léleknek van kezdete, de - egyes keresztény tanítások szerint - nincsen vége, és hogy a rövid időtartamú földi jó vagy rossz cselekedetek örökké tartó jutalmat vagy esetleg örökké tartó büntetést kapnak. A karma és az újramegtestesülés tanának elutasításával, a hinduk véleménye szerint, a keresztények  lemondtak annak minden lehetőségéről is, hogy megmagyarázzák a különböző élőlények jellemének és sorsának különbözőségét. Ha  egy lény élethelyzete  és  szerencséje  vagy szerencsétlensége nem korábbi létezésének karmájától függ, akkor csak egyetlen kivezető út  marad: vagy a véletlent, vagy Istent tenni felelőssé a képességek és sorsok igazságtalan elosztásáért.
A keresztények úgy tartják, hogy egyetlen élet dönti el az ember örök, túlvilági sorsát. A bűnösöknek nincs több esélyük, hogy kijavítsák a hibáikat. Ha az ember ebben az életben Krisztusban hisz, akkor talán a mennybe kerül, ám ha hitetlen marad, akkor örök kárhozatra van ítélve. A hinduk ezt végtelenül logikátlan tanításnak tartják. Egyetlen rövid élet döntené el az ember örök sorsát? Nem kellene az embernek újabb esélyt kapnia, hogy hibáit kijavítsa és fejlődjék? A reinkarnáció ezzel szemben bőséges lehetőséget ad arra, hogy valaki megjavuljon, jobbá váljék és fejlődjék. A védánta szerint még a leggonoszabb bűnösnek is van reménye az üdvözülésre.
Azok a bibliai helyek, amelyeken állatok és növények rossz bánásmódban részesülnek, felháborodást váltanak ki belőlük, így pl. Jézus történetében a gonosz szellemeknek az ártatlan disznókba küldése és a  fügefa megátkozása.  Elsősorban azonban emberi felfuvalkodottságot látnak abban, ha valaki   azt hiszi, hogy az állatok létezésének egyedüli célja az, hogy az emberek elfogják, és levágják őket, Isten Noénak és utódainak tett ígéretének megfelelően: „És féljen, és rettegjen tőletek a földnek minden állata és az égnek minden madara: minden, ami nyüzsög a földön, és a tengernek minden hala kezetekbe adatott. A hinduk hisznek abban, hogy minden élet szakrális, minden élőt szeretni és óvni kell, gyakorolva az áhimszá (nem-ártás) törvényét.
A hinduizmus mindenben toleráns, mindenben engedékeny, mindent befogadó, mindent elnyelő, és a szektásság nem játszik benne jelentős szerepet. Ezzel szemben a kereszténység egy exkluzív vallás, amely elutasító mindenfajta "tévelygéssel szemben, amely megfosztja Istent a tisztelettől és az embert az üdvösségtől". A keresztény irányzatok többsége hamis nézetnek tartja azt, hogy az ember bármelyik más vallás tisztelete révén megtalálhatja az örök üdvösséghez vezető utat, és eljuthat Istenhez.

### Megjegyzés
1. ↑  A kereszténység önmagát tekinti az egyedüli, üdvösségre vezető útnak, minden más vallási tanítást hamisnak ítél.